# Tracy-Bocage
 Tracy-Bocage  es una población y comuna francesa, situada en la región de Baja Normandía, departamento de Calvados, en el distrito de Caen y cantón de Villers-Bocage (Calvados).

## Demografía
| 507 | 475 | 540 | 499 | 501 | 523 | 475 | 443 | 448 | 424 | 438 | 428 | 383 | 335 | 303 | 300 | 326 | 323 | 337 | 340 | 269 | 287 | 267 | 272 | 297 | 273 | 220 | 206 | 201 | 244 | 258 | 297 |
| Para los censos de 1962 a 1999 la población legal corresponde a la población sin duplicidades (Fuente: INSEE [Consultar]) |     |     |     |     |     |     |     |     |     |     |     |     |     |     |     |     |     |     |     |     |     |     |     |     |     |     |     |     |     |     |     |